# Capitólio Estadual da Dakota do Sul
O Capitólio Estadual da Dakota do Sul (em inglês: South Dakota State Capitol) é a sede do governo do estado da Dakota do Sul. Localizado na capital, Pierre, foi incluído no Registro Nacional de Lugares Históricos em 1 de setembro de 1976.